# Antifanés
Antifanés (starořecky Ἀντιφάνης, asi 408 – 334 př. n. l.) byl dramatik střední komedie. Podle Heinze-Günthera Nesselratha je vedle Alexia považován za jednoho z nejvýznamnějších autorů Střední komedie.
Antifanés údajně napsal až 365 komedií a je známo 140 názvů jeho děl. Jeho první hra vznikla kolem roku 385 př. n. l. Podle slovníku Suda získal 13 vítězství v dramatických soutěžích, z toho 8 v Lenei. V pozdějším období své kariéry byl průkopníkem nové komedie. Pojednání o něm napsali Démétrios z Faléru a Dorotheus z Askalónu.
Jeho syn Stefanus byl rovněž autorem komedií. Zemřel v Kiosu v 74 letech po úderu hruškou.